# Affaire Fredy Villanueva
L'affaire Fredy Villanueva a été causée le 9 août 2008 à Montréal, au Québec (Canada), lorsque Fredy Villanueva a été tué par un policier du Service de police de la Ville de Montréal, lors d'une intervention policière dans l'arrondissement Montréal-Nord. La mort du jeune homme de 18 ans, a suscité de vives réactions de la part de certains résidents et organismes locaux, dont une émeute dans le secteur nord-est de Montréal-Nord le lendemain du drame.
L'enquête policière sur l'affaire a été confiée à la Sûreté du Québec en vertu d'une politique ministérielle.

## Biographie

### Fredy Villanueva
Nés au Honduras, les frères Villanueva sont arrivés au Québec avec leurs trois sœurs (Patricia, Wendy et Lilian) le 5 décembre 1998. Ils rejoignaient ainsi leurs parents (Gilberto Villanueva et Lilian Madrid) qui avaient reçu le statut de réfugié au Canada après avoir dû quitter le Honduras, le père ayant survécu à deux tentatives de meurtre liées à un conflit de terres.
Fredy Villanueva n'avait aucun antécédent judiciaire. Selon Me Pierre-Yves Boisvert, l'avocat du SPVM à l'enquête du coroner, il n'était pas fiché comme membre de gang de rue. Johanne Tanguay, technicienne en documentation à la bibliothèque publique Henri-Bourassa de Montréal-Nord, a offert le témoignage suivant : « Pour l'avoir accueilli à quelques reprises sur mon lieu de travail, je ne peux dire de ce garçon que ce que j'en connaissais. Et ce que j'en connaissais, c'était un garçon très timide, tout étonné que je me souvienne de son nom à chacune de ses visites. Ce n'était pas le genre à crier à l'aide quand les appareils ne répondaient pas, ni à se fâcher, mais plutôt à quitter sans rien demander. Non, ce n'était pas une grande gueule, loin de là. Un jeune homme effacé, aux yeux cachés derrière sa crinière noire bouclée. »

### Dany Villanueva
Dany Villanueva avait été arrêté plusieurs fois depuis 2005, la plupart du temps pour petits vols. En avril 2006, il a été condamné à purger une peine de onze mois d'emprisonnement après avoir plaidé coupable pour une accusation de vol qualifié. Il était alors âgé de 19 ans et en était à sa première condamnation. Selon la version du plaignant, il lui a détaché sa chaine au cou, sans violence, au parc Henri-Bourassa en septembre 2005. Il a aussi plaidé coupable pour une accusation d'avoir été trouvé dans une voiture en présence d'une arme à feu. Il était en compagnie de quatre individus, qui portaient des foulards rouges.
Durant son témoignage à l'enquête du coroner, Dany Villanueva n'a pas caché le fait qu'il s'était joint à un gang de rue, vers 2002, qu'il avait ensuite quitté après sa sortie de prison, à la fin de 2006. Il a d'ailleurs fait disparaître, à l'été 2008, les initiales du nom du gang de rue qu'il s'était fait tatouer sur son bras gauche.
En octobre 2011, Dany Villanueva et quatre coaccusés ont été acquittés dans une affaire de vol qualifié survenue en juin 2008, la juge Louise Bourdeau ayant conclu que les policiers avaient violé les droits fondamentaux des cinq accusés en les détenant arbitrairement.
Le 31 mars 2016, Dany Villanueva est de nouveau arrêté par la police et accusé de possession de marijuana dans un but de trafic, trafic de substances et complot pour trafic de marijuana.
Dany Villanueva, qui n'a jamais réussi à obtenir la citoyenneté canadienne, a fait l'objet d'une mesure d'expulsion vers le Honduras en raison de sa condamnation pour vol qualifié en 2006. Pour Stéphane Handfield, l'avocat de Dany Villanueva, il est pour le moins curieux que l'Agence des services frontaliers du Canada (ASFC) ait attendu près de quatre ans après cette condamnation avant de s'adresser à la Commission de l'immigration et du statut de réfugiés pour demander la déportation de son client. À plus forte raison, les procédures de déportation ont été mises en branle alors qu'il était sur le point de témoigner à l'enquête du coroner sur le décès de son petit frère.
Comme le révélait Rue Frontenac, l'annonce de l'enquête du coroner sur le décès de Fredy Villanueva pourrait ne pas être étrangère au déclenchement de ces procédures d'expulsion. En effet, un premier rapport de l'ASFC, produit en octobre 2007 et fondé sur la même condamnation prononcée en 2006, est demeuré sans suite. Or, un second rapport de l'ASFC, produit en 2009, a débouché sur une procédure d'expulsion, bien qu'aucune nouvelle condamnation ne lui ait été reprochée : « Je suis d'opinion que s'il n'y avait pas eu l'enquête publique du coroner, je ne crois pas que mon client aurait été déféré pour enquête », a déclaré l'avocat.
La médiatisation de ces procédures de déportation a d'ailleurs eu des conséquences dramatiques sur la famille de Dany Villanueva au Honduras. Des membres de sa famille vivant au Honduras ont en effet reçu des menaces de mort peu après que les journaux de ce pays d'Amérique centrale avaient rapporté que Dany Villanueva pourrait être expulsé du Canada en raison de son passé criminel. Les auteurs de ces menaces sont ensuite passés aux actes lorsqu'ils ont assassiné Daniel Jose Madrid, un cousin de Dany Villanueva, une semaine après que des inconnus l'avaient mépris pour ce dernier en automne 2011. Gustavo Madrid, un autre cousin de Dany Villanueva, avait survécu à une tentative de meurtre, l'année précédente, de la part d'individus qui avaient déjà affirmé vouloir s'en prendre à celui-ci.

## Déroulement de l'intervention policière
Le samedi 9 août 2008, à 19h10, les agents Jean-Loup Lapointe et Stéphanie Pilotte, du Service de police de la ville de Montréal (SPVM), sont intervenus auprès d'un groupe de jeunes qui jouaient aux dés à l'argent dans le stationnement de l'aréna Henri-Bourassa, à 12000 Boulevard Rolland. L'intervention policière était causée par les jeux de hasard à l'argent, qui sont interdits dans les parcs de Montréal-Nord en vertu de l'article 12 e) du Règlement sur les parcs, bassins d'eau et les édifices publics.
Les témoins sont unanimes[réf. nécessaire] pour dire que l'agent Lapointe a ciblé plus particulièrement Dany Villanueva, l'un des jeunes présents sur les lieux. Il a protesté de son innocence en disant qu'il ne jouait pas aux dés, et l'agent Lapointe a empoigné son bras gauche, une manœuvre imitée par sa partenaire, Pilotte, qui a empoigné le bras droit du jeune homme. L'agent Lapointe a expliqué sa conduite en disant qu'il estimait que le comportement de Dany Villanueva était « agressif ».
Les deux policiers l'ont ensuite escorté jusqu'à leur voiture de patrouille. Les témoins rapportent qu'il a ensuite été brutalement plaqué sur le capot de la voiture de patrouille par l'agent Lapointe. Dany Villanueva, qui n'avait pas encore usé de force physique, a alors commencé à résister. Lorsqu'il a réussi à se défaire de l'emprise de la policière Pilotte, l'agent Lapointe l'a projeté au sol. Dany Villanueva s'est retrouvé, dos au sol, l'agent Lapointe couché par-dessus lui au niveau de son torse et lui appliquant une prise au cou. Coincé au sol sous le poids du policier, Dany Villanueva a commencé à éprouver de la difficulté à respirer et a donc essayé de se dégager de cette position inconfortable. Les amis de Dany Villanueva se sont mis à protester devant la rapidité de cette escalade de violence.
La suite de l'intervention policière a fait l'objet de versions contradictoires, mais l'agent Lapointe a tiré quatre coups de feu. Fredy Villanueva a été atteint de deux balles au niveau du torse tandis qu'un projectile est passé dans son avant-bras gauche. Denis Meas, d'ascendance cambodgienne, a été atteint d'une balle à l'épaule droite, et Jeffrey Sagor-Métellus, d'ascendance haïtienne, a reçu une balle dans le dos.
L'intervention policière a duré moins d'une minute.
De son côté, l'agent Lapointe a témoigné à l'effet qu'il s'est senti agrippé de toutes parts par certains des jeunes présents et qu'il a fait feu sur « les masses de corps » qui se trouvaient sur lui parce qu'il craignait d'être désarmé,.
Les témoins civils ont été Dany Villanueva, Jeffrey Sagor Metellus, Denis Meas, Yerwood Anthony Clavasquin, Jonathan Senatus, Martha Villanueva, Lilibeth Padilla Guerra (qui se trouvaient tous dans le stationnement), Gerardo Escobar, Samuel Medeiros et Mme Cruz, qui se trouvaient tous dans le parc Henri-Bourassa. Ils ont tous soutenus que Fredy Villanueva n'a jamais constitué une menace pour les constables Lapointe et Pilotte.
Pour sa part, la policière Pilotte a affirmé qu'elle n'avait jamais senti que sa vie était menacée durant toute la durée de l'intervention policière.
La pathologiste Anny Sauvageau a déclaré durant son témoignage que Fredy Villanueva ne faisait pas face à l'agent Lapointe mais se trouvait bien à côté du policier lorsqu'il a été atteint par les projectiles d'arme à feu. Les deux balles, reçues au niveau du torse, sont donc entrées de côté, ce qui a fait dire ceci à la docteure Sauvageau : « Quelques centimètres de plus en avant et ça ne le touche pas ».
Fredy Villanueva était grièvement blessé. Deux des balles ont atteint ses organes internes, perforant l'estomac et causant des lacérations à la veine cave inférieure, au lobe gauche du foie et au pancréas. Son décès a été constaté en salle d'opération à l'hôpital du Sacré-Cœur, à 21h45. Il était âgé de 18 ans.
À 22h, le SPVM a diffusé un communiqué de presse dans lequel on pouvait lire : « Vers 19h10, les policiers patrouillant dans le secteur de Montréal-Nord ont fait une intervention dans le parc Henri-Bourassa situé à l'intersection des rues Pascal et Rolland. Au cours de l'intervention, alors qu'ils tentaient de procéder à l'arrestation d'un suspect se trouvant sur les lieux, les policiers se sont fait encercler par plusieurs individus. À un certain moment, un mouvement de groupe s'est déclenché et un bon nombre d'individus se sont rués vers les policiers et les ont agressés. Un des policiers présent aurait alors fait feu en direction des suspects, atteignant trois d'entre eux ».
Durant son témoignage, le responsable de l'enquête de la Sûreté du Québec, le sergent-détective Bruno Duchesne, a déclaré que le contenu du communiqué du SPVM ne correspondait pas aux faits qui sont ressortis durant son enquête : « On n'a pas été capable de démontrer que les policiers s'étaient fait entourer ». Il a déclaré également que son enquête n'avait pas permis d'établir qu'un « bon nombre d'individus » s'étaient « rués » sur les policiers, comme l'avait également allégué le communiqué. « Rués, non, approchés des policiers, oui, a-t-il précisé. Quant au nombre, on en a seulement qu'un. On en a deux avec la version de monsieur Lapointe ».

## Enquête de la Sûreté du Québec
Le ministère de la Sécurité publique a transféré l'enquête policière sur l'intervention policière qui a coûté la vie à Fredy Villanueva à la Sûreté du Québec, à 20 h, le 9 août 2008. Le responsable de l'enquête de la SQ, le sergent-détective Bruno Duchesne, est arrivé sur les lieux du drame seulement à 23 h. Au moins 30 policiers de la SQ ont participé à l'enquête policière.
Après l'émeute du 10 août 2008, les autorités savaient trop bien qu'un seul faux pas risquait de provoquer bien des dégâts. Aussi, les responsables politiques ont vite convenu que l'enquête de la Sûreté du Québec sur l'intervention policière qui a coûté la vie à Fredy Villanueva devait faire l'objet d’une gestion médiatique particulière.
Ainsi, le ministre de la Sécurité publique, Jacques Dupuis, a mis en place une stratégie de communication, destinée à apaiser les soupçons de camouflage et de collusion entre corps policiers, qui prenaient racine au sein de la population. Il admet : « Il y a un scepticisme vis-à-vis de l'enquête criminel. »
Dans un communiqué de presse émis dès le lendemain de l’émeute, le ministre Dupuis assurait que l'enquête de la SQ « sera effectuée en toute transparence. J'ai demandé au directeur de la Sûreté du Québec de renseigner la population régulièrement sur le déroulement de cette enquête, pour que la population sache ce qui se passe. » Une telle façon de procéder rompait avec le mutisme habituel, observé par les corps policiers lorsqu'une enquête est en cours.
Au contraire, la SQ s’est montrée plutôt avare de détails dans ses communications avec le public. Par exemple, neuf jours après le décès de Fredy Villanueva, la SQ affirmait avoir rencontré 70 témoins mais refusait de dire si les agents Lapointe et Pilote avaient été interrogés.
Il faudra attendre jusqu'à la tenue de l'enquête du coroner André Perreault pour apprendre que les enquêteurs de la SQ n'ont jamais interrogé Lapointe et Pilotte. En fait, les témoins qui se trouvaient dans le stationnement de l’aréna Henri-Bourassa ont fait l'objet d'un traitement fort différent, selon qu'ils soient civils ou policiers.
Ainsi, les jeunes présents dans le stationnement ont été isolés et détenus par les policiers du SPVM, qui les ont conduits dans un de leurs postes de police pour être interrogés par les enquêteurs de la SQ, dans les heures qui ont suivi l’événement. Jeffrey Sagor Metellus et Denis Meas, les deux jeunes blessés, ontl été interrogés par les policiers, alors qu'ils étaient sur leur lit d’hôpital, sous l'influence de puissants antidouleurs et sédatifs.
De leur côté, Lapointe et Pilotte n’ont jamais été séparés mais sont demeurés ensemble tout au long de la soirée du 9 août. Durant son témoignage à l’enquête du coroner, le sergent-détective Bruno Duchesne de la SQ a indiqué qu'il ne craignait pas que les deux policiers puissent se contaminer pour ajuster leur version des faits. « Nous les policiers, on est honnête », a-t-il déclaré. Pilotte a pris cinq jours pour rédiger son rapport, mais la SQ a dû attendre un mois avant de recevoir le rapport de Lapointe.
Au total, les enquêteurs de la SQ ont rencontré 111 témoins. Le 29 septembre 2008, la SQ a terminé son enquête et a remis son rapport à François Brière, procureur-chef du district judiciaire de St-Jérôme. Le rapport de la SQ comptait 1060 pages, incluant les annexes, et était accompagné de deux CD.
En juillet 2013, le Commissaire à la déontologie policière a décidé de citer huit policiers (deux de la SQ et six du SPVM) et leur a reproché de ne pas s'être comportés de manière à maintenir la confiance du public en raison de la façon dont ils avaient rempli leurs fonctions pendant l'enquête de la SQ.

## L’enquête du coroner
Le 1er décembre 2008, le Directeur des poursuites criminelles et pénales (DPCP), Louis Dionne, a tenu une conférence de presse en compagnie du ministre de la Justice et de la Sécurité publique, Jacques Dupuis, et du maire de Montréal, Gérald Tremblay. Dionne a annoncé qu'aucune accusation n'a été retenue contre Lapointe et Pilotte. Le procureur de la Couronne, François Brière, a notamment cité plusieurs extraits du rapport de Lapointe pour expliquer comment le DPCP en était arrivé à cette conclusion.
De son côté, le ministre Dupuis a annoncé la tenue d'une enquête publique présidée par le juge de la Cour du Québec Robert Sansfaçon, désigné coroner ad hoc pour l'occasion. Le ministre Dupuis a indiqué que cette enquête du coroner avait pour objectif de « rassurer la population sur le bien-fondé de la décision qui a été prise par le procureur de la Couronnen!l» Notons qu’au Québec, les enquêtes du coroner sont encadrées par la Loi sur la recherche des causes et des circonstances des décès.
La décision de ne porter d'accusations contre les policiers a été accueillie avec déception par la famille Villanueva ; « On voulait avoir confiance dans le processus judiciaire, mais maintenant, on ne sait plus quoi penser », a déclaré Patricia Villanueva.« Je suis choqué, outré, mais pas surpris. Il existe une justice pour les policiers et une pour les citoyens. On a fait le procès des Villanueva, pas celui des policiers », a dénoncé Will Prosper, porte-parole de Montréal-Nord Republik.
Pour sa part, le président de la FPPM, Yves Francoeur, a réagi favorablement à la décision du DPCP/7'9ⁿ Les policiers garderont un haut niveau de confiance envers le système de justice », a-t-il affirmé. Francoeur a également salué la décision de tenir une enquête du coroner. Le Mouvement "Solidarité Montréal-Nord" a aussi réagi positivement en distribuant aux médias une déclaration appuyant la tenue de l’enquête du coronerí, avant même la fin de la conférence de presse du DPCP.
Le Centre justice et foi, le Conseil central du Montréal métropolitain de la CSN, la Ligue des droits et libertés et la Table de concertation des organismes au service des personnes réfugiées et immigrantes n7nt fait valoir dans un communiqué de presse conjoint que le mandat confié au juge Sansfaçon ne doit pas se limiter aux événements du 9 août 2008, mais doit également prendre en compte les problématiques relatives au profilage racial, à la politique ministérielle et à l’exclusion économique et sociale dont sont victimes les membres des communautés culturelles.

### Le boycott
Le 28 janvier 2009, les membres de la famille Villanueva, leurs avocats, ainsi que Denis Meas, tiennent une conférence de presse. Ils dénoncent le fait que le gouvernement québécois veut seulement assumer les honoraires d’avocat de Dany Villanueva à l’enquête du coroner. Et encore là, cet avocat n’aurait qu’un mandat extrêmement limité, relevant davantage de l’accompagnement que de la représentation légale proprement dite, selon les propres dires d’un représentant du ministère de la Sécurité publique.Or, le 2 décembre précédent, un sous-ministre avait pourtant promis verbalement que la famille Villanueva, mais aussi celles des deux blessés (Denis Meas et Jeffrey Sagor Metellus) pourront bénéficier des services d'un avocat payé par le gouvernement. Les Villanueva et leurs proches sont d’autant plus indignés que les intérêts des policiers seront défendus par pas moins de six avocats à l’enquête, dont cinq seront payés à même les fonds publics.
Par ailleurs, les avocats des familles des victimes disent avoir été informés de la position du gouvernement seulement le 23 janvier, alors que le commencement de l’enquête du coroner est prévu le 16 février suivant. Dans ces conditions, la possibilité d’un boycott de l’enquête du coroner est dès lors ouvertement envisagée par la famille Villanueva. Notons que Québec solidaire a alors exprimé son appui envers la famille Villanueva.
Pour sa part, le cabinet du ministre de la Sécurité publique a nié s’être engagé à défrayer les familles Meas et Metellus pour leur représentation légale. Cependant, lors d’un autre point de presse, tenu le 4 février, Me Alain Arsenault, l’avocat de Jeffrey Sagor Metellus, a dévoilé un enregistrement dans lequel on entend un sergent-détective de la SQ confirmer que l'État va assumer les honoraires d’avocat des familles impliquées à l’enquête du coroner. La famille Villanueva déclare alors avoir perdu confiance envers le ministre Dupuis et demande l’intervention du premier ministre Jean Charest.
Le 6 février, le Bureau du coroner annonce que le début de l’enquête du coroner est reporté à une date ultérieure, et ce, afin de « permettre à l'ensemble des personnes intéressées de se préparer adéquatement en vue de l'enquête. »
Dans les jours et semaines suivantes, les appuis des Villanueva vont se multiplier dans le bras de fer l’opposant au ministre Dupuis. Le 7 février, plus de 150 personnes participent à une manifestation, à Montréal-Nord, pour soutenir les revendications de la famille Villanueva. Le 11 février, Yves Boisvert, chroniqueur à La Presse, demande au ministre Dupuis de faire « un autre effort. » Le même jour, Jeffrey Boro, le président du Congrès juif canadien, déclare que Metellus et Meas devraient pouvoir bénéficier de l'aide de l'État pour être représentés adéquatement. Le 17 février, les deux critiques de l’opposition en matière de sécurité publique, le député Bertrand St-Arnaud du Parti québécois et la députée Sylvie Roy de l’ADQ, ont tous deux demandé au ministre Dupuis de revoir sa position. Celui-ci est malgré tout demeuré inflexible dans son refus de payer les avocats des deux jeunes blessé.
Le 8 avril, le coroner Sansfaçon tient une première journée d’audience pour entendre des requêtes préliminaires. Dans l’une de ces requêtes, les avocats de la famille Villanueva et de cinq témoins principaux du drame (Dany Villanueva, Jeffrey Sagor Metellus, Denis Meas, Jonathan Senatus et Anthony Clavasquin) demandent à nouveau que soient mis à leur disposition des « moyens équivalents » à ceux des policiers lors de l’enquête du coroner. Les avocats des familles des victimes ont par ailleurs déploré le fait qu’ils n’ont toujours pas pu consulter la preuve amassée par la SQ. De son côté, le coroner Sansfaçon considère que les personnes intéressées mentionnées ci-haut ne sont plus représentés par des avocats dans le cadre des audiences publiques.
La Ligue des droits et libertés, reconnue elle aussi comme personne intéressée à l'enquête du coroner, a également présenté une requête dans laquelle elle demande au coroner Sansfaçon de se pencher sur le profilage et les relations entre la police, les minorités et les jeunes, de même que les pratiques de la police en matière de lutte contre les « gangs de rue » et les sentiments et perceptions d’impunité qui règnent autour des forces policières. La Ligue a aussi demandé au gouvernement de payer la totalité des frais de représentation par avocats de la famille de Fredy Villanueva ainsi que des jeunes qui étaient présents lors du drame.
Le coroner Sansfaçon a répondu à ces requêtes en disant qu’il ne peut se prononcer sur le paiement des honoraires d’avocats des deux jeunes blessés car il s’agit d’une question qui outrepasse ses pouvoirs. Le coroner a également refusé de s'engager à élargir le mandat de son enquête pour traiter des questions soulevées dans les requêtes de la Ligue des droits et libertés et des familles des victimes.
La famille Villanueva, les principaux témoins civils et leurs avocats ont réagi aux divers refus du coroner Sansfaçon en quittant en bloc la salle d’audience. Lors d'un point de presse impromptue, les Villanueva et leurs avocats ont annoncé leur intention de boycotter l’enquête du coroner, dont le début est maintenant prévu le 25 mai. « Nous, on respecte la justice, mais on n'a pas l'impression que la justice nous respecte », a déclaré Patricia Villanueva.
Le 13 mai, la Ligue des droits et libertés annonce son retrait de l'enquête du coroner et demande au gouvernement de mettre sur pied une commission d'enquête. Le même jour, la Ligue des Noirs du Québec, qui avait aussi été reconnue comme personne intéressée, emboîte le pas. Le 19 mai, un groupe d'une quinzaine de personnalités, dont Thomas Mulcair, Louise Harel, Gérald Larose, Luck Mervil, Warren Allmand, Richard Bergeron et Julius Grey, veut remettre au personnel du bureau du premier ministre Charest une lettre revendiquant la tenue d'une « véritable commission d'enquête publique. ». Le personnel refuse d'accuser réception de la lettre, recommandant plutôt au groupe de personnalités de la remettre à des policiers. Le 21 mai, le Mouvement "Solidarité Montréal-Nord", reconnut lui aussi comme personne intéressée, fait savoir qu'il ne souhaite plus participer à l'enquête.Le lendemain, c’est au tour de la Coalition contre la répression et les abus policiers (CRAP) d’annoncer  qu'elle renonce à participer à l'enquête publique, en déplorant, notamment, le fait que le coroner Sansfaçon s'était tardé à la reconnaître comme personne intéressée ainsi que l'entêtement du ministère de la Sécurité publique à ne pas corriger le déséquilibre au niveau de la représentation légale.
Le 25 mai, l’enquête du coroner Sansfaçon s'ouvre alors que neuf des quinze personnes intéressées manquent à l'appel. Le procureur du coroner, François Daviault, a déploré d’entrée de jeu que « les forces en présence sont inégales ». Affirmant vouloir « régler la question d'équité avant de commencer l'enquête publique », le coroner Sansfaçon a suspendu momentanément son enquête pour entendre les deux jeunes blessés et la famille Villanueva. Ceux-ci ont alors expliqué qu’ils n’étaient plus intéressés à participer à l’enquête du coroner, même dans l’éventualité où leurs honoraires d’avocat seraient assumés par l’État, car ils souhaitent plutôt la tenue d’une commission d’enquête. Le coroner Sansfaçon a ensuite commencé son enquête, à contrecœur, en faisant entendre son premier témoin, soit le sergent-détective Bruno Duchesne de la SQ.
Le lendemain, en début de journée le coroner Sansfaçon annonce qu’il décide suspendre indéfiniment son enquête, qui ne reprendra que lorsque toutes les parties seront représentées équitablement : « C’est la première fois de ma carrière que je me retrouve dans une telle situation aussi malheureuse et incommodante ». Il est juge depuis 24 ans. Dans l'heure qui suit, le ministre Dupuis se montre désormais prêt à payer les avocats de Metellus et Meas, en déclarant, durant la période des questions, que « le gouvernement va se plier à la décision du coroner. »
Le 16 juillet, les médias révèlent que les négociations entre le gouvernement et les avocats de la famille Villanueva et les principaux témoins civils ont abouti à un compromis. Ainsi, le ministère de la Sécurité publique assumera les honoraires de quatre avocats et d'un recherchiste, lui aussi avocat. Par ailleurs, le groupe d'avocats indique aussi qu'il a bon espoir que l'enquête publique « examinera de manière ouverte le contexte social de Montréal-Nord et la relation entre la police et les jeunes. » L'enquête du coroner peut donc commencer pour de bon.

### Les témoignages
Le 9 septembre, le coroner Sansfaçon a entendu une requête des avocats de la famille Villanueva et des principaux témoins civils, demandant que les agents Lapointe et Pilotte témoignent avant les jeunes amis de Fredy Villanueva qui se trouvaient dans le stationnement de l'aréna Henri-Bourassa. Arsenault a fait valoir qu'il y avait eu une « distinction dans le traitement » des témoins policiers Lapointe et Pilotte durant l'enquête de la SQ, en comparaison avec le traitement des principaux témoins civils. Il a rappelé que Pilotte a remis son rapport le 15 août, six jours après l’événement, et que Lapointe l'a fait le 9 septembre, un mois plus tard, alors que les jeunes témoins ont été rencontrés par les enquêteurs, à peine sortis de la salle d'opération, ou dans la nuit qui a suivi le drame. Le coroner Sansfaçon s'est montré favorable à la requête mais a indiqué qu'il attendrait la fin du témoignage du sergent-détective Duchesne avant de prendre une décision définitive : « Si les questions de transparence et d'équité soulevées demeurent après le témoignage de M. Duchesne, les deux policiers devront être entendus par la suite ».
C'était la dernière fois que le juge Sansfaçon a siégé comme coroner ad hoc dans cette enquête. Le 25 septembre, les médias ont annoncé le retrait du coroner Sansfaçon pour des raisons médicales.Le 2 octobre, le ministre Dupuis a annoncé la nomination du juge André Perreault de la Cour du Québec pour présider l’enquête du coroner sur les causes et circonstances du décès de Fredy Villanueva.

### Les coûts
Avec ses quatorze parties intéressées représentées par douze avocats différents, l'enquête Villanueva aura été une des plus longues et une des plus coûteuses à avoir jamais été effectuées par le Bureau du coroner. Ainsi, le Bureau du coroner a déboursé la somme de 8 104 954 $, dont 152 505 $ en frais administratifs. La balance, un peu plus de 1,6 million $, a été répartie entre les deux procureurs du coroner ( François Daviault et Frédérick Carle), et les six avocats représentant la famille Villanueva et les principaux témoins civils : Mes Alain Arsenault, Günar Dubé, Peter Georges-Louis, René Saint-Léger, Pier Bélisle et Jacky-Éric Salvant.
Par ailleurs, la Ville de Montréal a déboursé 760 000 $ pour payer les honoraires des avocats des agents Lapointe et Pilotte. Pierre Dupras, l’avocat de Lapointe, a reçu 466 315,03 $ en frais judiciaires, et Gérald Soulière, l’avocat de la policière Pilotte, a récolté 294 000 $. Ainsi, depuis septembre 2009, le Comité exécutif de la Ville de Montréal a dû augmenter cinq fois l'enveloppe budgétaire prévue pour la représentation légale des deux policiers.
On ignore, cependant, le montant perçu par les trois avocats de la Ville de Montréal (Pierre-Yves Boisvert, Isabelle Massé et Jean-Nicolas Loiselle), le procureur du Directeur des poursuites criminelles et pénales (François Brière) et l'avocat de la FPPM (Michael Stöber) pour leur participation à l’enquête Villanueva.
Aux honoraires d'avocats s'ajoutent diverses dépenses, dont la création d'une animation informatique en trois dimensions, qui se veut une reconstitution de l’intervention policière qui a couté la vie à Fredy Villanueva, pour 100 000 $, aux frais de la Ville de Montréal. Brière a précisé que la vidéo a été conçue en fonction de la version des faits de Lapointe. La Coalition contre la répression et les abus policiers a critiqué cette vidéo.

### Débat sur les mesures de sécurité de l'étui à pistolet
La prétention de Lapointe, qui a dit qu'il craignait d'être désarmé, a soulevé un important débat sur les mesures de sécurité de l'étui à pistolet du SPVM. L’avocat Jacky-Éric Salvant a fait valoir que le policier avait exagéré sa crainte d’être désarmé et a soutenu que l'étui à pistolet était sécuritaire. Invoquant la sécurité publique. Pierre-Yves Boisvert, qui représentait la Ville de Montréal, s'est opposé à ce que les mesures de sécurité à l'étui à pistolet du SPVM soient examinées durant les audiences publiques de l’enquête du coroner et a exigé que cette question fasse l'objet d'un huis clos. Or, quand Lapointe a affirmé qu’il est facile de désarmer un policier, « cela revient à dire que les 4500 policiers du SPVM patrouillent dans les rues de la métropole munis d'équipements qui compromettent leur sécurité », comme l'a relevé le journaliste Brian Myles du Devoir.
Le 27 octobre 2010, le coroner Perreault s'est dit prêt à entendre les arguments des avocats et représentants des personnes intéressées sur la question des mesures de sécurité de l'étui à pistolet. Boisvert a alors aussitôt annoncé que la Ville de Montréal allait s’adresser à la Cour supérieure pour contester la décision du coroner, même si le débat devait être frappé d'un interdit de publication.
Un mois plus tard, la Ville de Montréal a déposé sa requête en révision judiciaire devant la Cour supérieure. Si le tribunal en venait à maintenir la décision du coroner, les témoins pertinents à ce débat viendraient témoigner, même si les plaidoiries ont débuté, a indiqué une porte-parole du Bureau du coroner. Cependant, selon un article de la journaliste Caroline Touzin de La Presse, la Ville de Montréal serait décidé d'aller jusqu'au bout dans cette démarche judiciaire, et la cause pourrait donc se rende éventuellement devant la Cour d'appel du Québec, puis la Cour suprême du Canada. Cette procédure parallèle a pour effet de retarder le dépôt du rapport du coroner de plusieurs années, une situation qui a été dénoncée par la Ligue des droits et libertés, qui y voit là une « tactique dilatoire » de la part de la Ville de Montréal.
Le 22 avril 2013, la juge Danielle Grenier de la Cour supérieure du Québec a rejeté la requête en révision judiciaire de la Ville, avec dépens, en concluant que « l'obstruction à l'enquête du coroner discrédite l'administration de la justice et elle ne saurait être encouragée ou tolérée ».
Le jugement Grenier n'ayant pas été porté en appel, l'enquête du coroner a pu se poursuivre et a pris fin en juin 2013. Durant ces dernières journées d'audience, le coroner a décidé lever partiellement une ordonnance de non-publication qu'il avait rendu et a permis aux médias de rapporter le nom du fabricant des étuis à pistolet du SPVM (la compagnie américaine Safariland), le nombre de mesures de sécurité que comprennent les étuis à pistolet du SPVM (deux), le nom du modèle desdits étuis à pistolets (Raptor II) et que les conclusions de l'armurier du SPVM Alexandre Limoges (il est difficile mais possible de désarmer un policier du SPVM).

### Les mémoires
Bien que l’enquête publique ne soit pas théoriquement terminée, puisqu'il existe une possibilité que des témoins soient à nouveau appelés à témoigner sur la seule question des mesures de sécurité de l'étui à pistolet, le coroner Perreault a demandé aux avocats et représentants des parties intéressées de produire un mémoire au plus tard le 21 janvier 2011. Le site web de La Presse a mis en ligne les différents mémoires qui ont été déposés à l’enquête du coroner. Par contre, le coroner a décidé de caviarder les passages du mémoire de la CRAP sur la question des mesures de sécurité de l'étui à pistolet du SPVM, par déférence envers la Cour supérieure qui entendra la requête en révision judiciaire de la Ville de Montréal. La CRAP a toutefois mis en ligne une version « non-censurée » de son mémoire.

### Le rapport du coroner
Le rapport d'enquête du coroner Perreault a été rendu public le 17 décembre 2013 : « Fredy Villanueva ne méritait pas de mourir. La preuve n'établit pas qu'il tentait de désarmer l'agent Lapointe ni même de s'en prendre sérieusement à lui et encore moins à sa partenaire ». Le coroner estime également que Lapointe aurait dû tenter de gagner du temps et demander du renfort avant d'établir un contact physique avec Dany Villanueva : « Si chacune des personnes impliquées avait fait preuve d'autant de pondération que l'agente Pilotte ce soir-là, Fredy Villanueva serait encore vivant ».
Le coroner a aussi critiqué les manquements, qu'il a qualifiés d'« obstacles à la découverte de la vérité », qui ont été observés au niveau du SPVM lorsque l’enquête policière a été transférée à la Sûreté du Québec, en vertu de la politique ministérielleb: « L'enquête du coroner a été complexifiée par des lacunes au niveau de l'application des mesures prévues à l'occasion d'un décès survenu à la suite d'une opération policière ».
Le document de 143 pages renferme vingt-deux recommandations, dont sept sont adressées à l'École nationale de police du Québec. Six autres recommandations ont été formulées à l’endroit du ministère de la Sécurité publique, et quatre ont été destinées au SPVM.
La famille Villanueva et les avocats des victimes ont demandé que Lapointe soit muté et se sont également interrogés à voix haute s'il était approprié qu'il porte encore une arme à feu. « La crédibilité de M. Lapointe a été entachée », a noté Peter Georges-Louis, avocat de la famille Villanueva.
Marc Parent, directeur du SPVM, a déclaré qu'il va appliquer les quatre recommandations du rapport qui concernent le SPVM. De son côté, le ministre de la Sécurité publique, Stéphane Bergeron, a demandé « une étude détaillée du rapport afin d'évaluer les moyens qui pourraient être mis en place pour bonifier les interventions policières au Québec ».
Denis Coderre, maire de Montréal, a aussi commenté le rapport du coroner : « On a du travail à faire en termes de développement social, de mixité sociale, afin que de moins en moins de gens se sentent comme des citoyens de seconde zone ».
« Le rapport du coroner sur la mort de Fredy Villanueva est tout en nuances. Des blâmes en parts égales et une critique forte des enquêtes de la police sur la police », remarque Brian Myles, du Devoir.
« Bien qu'il ait pour mandat de "formuler des recommandations pour une meilleure protection de la vie humaine", il ne dit pas quel suivi un service de police doit assurer auprès d'un agent qui a une perception aussi décalée dans le feu de l'action », écrit Ariane Krol, éditorialiste à La Presse, en faisant allusion à Lapointe.
Le Collectif opposé à la brutalité policière (COBP)  et la CRAP  ont produit des analyses critiques du rapport du coroner
Stéphane Berthomet, spécialiste en affaires policières, a regretté le fait que les recommandations du coroner n’étaient pas de nature contraignante :« Au final, on donne énormément d’importance à un rapport qui ne mènera nulle part ».

## Conséquences

### Émeute
Le décès de Fredy Villanueva a été suivi le lendemain par une importante émeute dans le secteur nord-est de Montréal-Nord.
L'émeute a été d'une rare intensité, avec des coups de feu tirés sur des policiers, des magasins pillés et  plusieurs voitures incendiées, dont des véhicules appartenant à des pompiers.
Les forces de l'ordre ont repris le contrôle du secteur sept heures après le début des débordements.
Cet événement a généré une couverture médiatique importante et a donné lieu à différents rapports et a eu des répercussions à plusieurs niveaux, notamment auprès des autorités policières et politiques.

### Réaction politique
- Jacques P. Dupuis, le ministre de la Sécurité publique : « Montréal-Nord est à mille lieues de la banlieue parisienne et le Québec ne doit pas se transformer en un État policier pour une fusillade dont on ignore encore les circonstances. [...] Même si on créait demain matin un organisme indépendant, il faudrait des policiers pour mener l'enquête, parce que ce sont eux qui ont l'expertise. »[94]
- Yolande James, la ministre de l'Immigration : « J'estime qu'il faut saluer les progrès et le bon travail qui se fait à Montréal-Nord et ailleurs à Montréal. [...] Mais c'est sûr qu'on est à voir quels sont les moyens pour intensifier nos efforts. »[95]
- Jacques Côté, député de Dubuc et porte-parole du Parti québécois en matière de sécurité publique : « Je ne veux pas douter du travail de la SQ, mais si on veut regagner la confiance des citoyens envers l'institution de la police, je pense qu'il faut créer un comité indépendant. Si la SQ en arrivait à exonérer les policiers qui ont tiré sur le jeune, les gens vont dire que la police protège la police. »[96]
- Gérald Tremblay, maire de Montréal : « Il est primordial pour moi que la lumière soit faite sur cet événement tragique. J'ai demandé au ministre de la Sécurité publique, Jacques Dupuis, de s'assurer qu'une enquête complète et transparente soit faite, et ce, dans les meilleurs délais. »[97]
- Marcel Parent, maire de l'arrondissement Montréal-Nord :« Tous se sont unis, depuis samedi, pour multiplier les efforts de concertation et d’action au sein de la communauté pour que les jeunes du secteur nord-est de Montréal-Nord s’épanouissent librement, dans le respect et le bien-être d’une communauté solidaire. »[98]
- Denis Coderre, député fédéral de la circonscription de Bourassa : « On ne regarde pas les événements avec des lunettes roses. On travaille tous pour prouver que Montréal-Nord est un endroit où il fait bon vivre. »[97]
- Sylvie Roy de l'ADQ a déclaré que c'est l'illustration de l'échec des programmes de lutte contre les gangs de rue.
- Québec solidaire croit que cet événement est une preuve qu'il faut mettre l'accent sur l'éducation et l'accès à l'emploi et de diminuer le nombre d'élèves par classe à l'école[99].
- La Gouverneure générale du Canada Michaëlle Jean croit que les événements montre qu'il faut écouter les jeunes et examiner leurs points de vue sur les réalités auxquelles ils sont confrontées[100].
- D'après la criminologue, députée et porte-parole du Bloc québécois en matière de sécurité publique Maria Mourani : « C'est une réaction à un sentiment d'injustice, qu'il soit vrai ou non, dit-elle. Ces jeunes ont voulu dire : Vous ne vous occupez pas de nous, on va vous montrer qui nous sommes. »[101].
- Le criminologue Benoît Dupont : « Les politiciens ont réagi seulement après l'émeute. C'est une erreur, parce que cela n'envoie aucun message et perpétue l'idée que (les jeunes de Montréal-Nord) sont abandonnés. »[102]
- Daniel Petit, député du Parti conservateur du Canada dans la circonscription de Charlesbourg-Haute-Saint-Charles, a suggéré que le Bloc québécois avait une part de responsabilité dans le déclenchement de l’émeute de Montréal-Nord par son refus de collaborer avec son parti pour durcir les sentences criminelles[103].

### Réaction médiatique
- André Pratte, éditorialiste à La Presse : « Les travailleurs communautaires et les citoyens interrogés par les médias ont déploré l'attitude agressive des policiers dans leurs rapports quotidiens avec les jeunes du quartier de même que la pratique, apparemment répandue, du profilage racial. Ces propos ont été exprimés par trop de personnes pour être dénués de tout fondement. »[104]

- Brigitte Breton, éditorialiste au journal Le Soleil : « Qu’un Noir, qu’un autochtone ou qu’un Blanc soit impliqué dans une affaire mettant en cause le travail ou le comportement d’un policier, la réaction suscitée est la même. Les gens ont l’impression que la lumière ne sera pas faite, que le policier s’en tirera toujours, car le jugement de ses pairs lui sera favorable. À tort ou à raison, des citoyens croient que justice ne sera pas rendue. Ce n’est pas sain et le ministre de la Sécurité publique et de la Justice doit veiller à ce que la confiance ne s’érode pas davantage. »[105]

- J.-Jacques Samson, éditorialiste au Journal de Québec : « La réaction à la mort d'un jeune noir de 18 ans samedi a été aussi vive parce que les minorités se sentent toujours martyrisées, sur fond de racisme, mais aussi parce que la population n'a aucune confiance dans les enquêtes menées par des policiers d'un autre service à la suite d'un décès relié à une intervention policière. »[106]

- Jean-Robert Sansfaçon, éditorialiste au journal Le Devoir : « Il est connu depuis longtemps que les relations sont tendues entre policiers et jeunes désœuvrés, surtout ceux qui n'ont pas la peau blanche. On comprend que le travail policier ne soit pas une sinécure, surtout dans certains quartiers où le décrochage scolaire et le chômage conduisent un nombre croissant de jeunes à mimer les comportements des petits caïds aux poches remplies de fric facilement gagné. Le phénomène n'est pas limité à Montréal-Nord, mais il fait partie de la vie de ce quartier. »[107]

- Dans le quotidien The Gazette, on pouvait lire ceci en page éditoriale : [TRADUCTION] « Deux choses sont nécessaires dès maintenant: d'abord, une enquête rapide sur le décès de samedi, suivie par une action appropriée de la ville et de la police. Deuxièmement, un réexamen des relations entre la police avec les minorités. Chaque fois que cette question controversée fait surface, ont nous promet des efforts renouvelés, mais peu d'amélioration semble suivre. »[108]

- Richard Martineau, chroniqueur au Journal de Montréal : « Vous voulez dénoncer le harcèlement policier ? Formez une association, composez une toune rap, filmez ce qui se passe dans votre quartier et montrez vos images aux médias - bref, faites quelque chose de constructif au lieu de tout détruire. »[109]
- Le magazine L'actualité a créé le blogue de Montréal-Nord[110]

### Réaction communautaire
- « Si cela a explosé, c’est que quelque chose nous a échappé, a estimé Brunilda Reyes, directrice de l'organisme Les Fourchettes de l’espoir. Les émeutes ont été un moyen de communication. Ce n’est pas le meilleur moyen de communication, mais c’est ce que cela a été. »[111]
- « Par le passé, dans nos pays d'origine, nos relations avec la police n'ont pas toujours été roses. Souvent, les Latinos ont une vision faussée de la police. Dans certains pays, les policiers sont bien les derniers qu'on veut appeler. », rappelle José Villar, curé de Saint-Arsène et responsable de la mission catholique de langue espagnole[112].
- Dan Philip, président de la Ligue des Noirs du Québec : « Lorsque les policiers font une enquête, ils dissimulent toujours la vérité afin de blanchir leurs collègues »[113]
- Le Centre de recherche-action sur les relations raciales[114], la Ligue des droits et libertés[115] et le Regroupement d'intervenants et intervenantes d'Origine Haïtienne de Montréal-Nord[116] ont demandé une enquête publique indépendante.
- Pierreson Vaval, un travailleur social, estime qu'il s'agit d'une révolte contre l'ensemble du système.
- « Ça fait deux ans qu'on appréhendait qu'à un moment donné, ça allait exploser. » affirme Harry Delva, coordonnateur des projets jeunesse à la Maison d'Haïti.
- « C'était juste une question de temps avant que ça déborde », affirme Frantz Jean-Jacques, de la Maison de jeunes L'Ouverture[117].
- Un groupe des citoyens et des artistes, Montréal-Nord Republik, a été créé pour pouvoir mieux critiquer les pouvoirs publics[118].
- L'organisme Les fourchettes de l'espoir a organisé un radiothon, le 23 août, pour aider la famille Villanueva à payer les frais funéraires.
- Des organismes communautaires, comme les Fourchettes de l’espoir et le Centre des jeunes l'Escale 13-17, se sont regroupés avec les principales institutions, dont l'arrondissement de Montréal-Nord, le PDQ 39 et le Centre de santé et de services sociaux d'Ahuntsic et Montréal-Nord, pour former le Mouvement "Solidarité Montréal-Nord."[119] Le regroupement a cependant été rapidement accusé d’entretenir des liens trop étroits avec le pouvoir politique, lorsque The Gazette a révélé que l’administration du maire Tremblay a prêté la firme de relations publiques Octane Stratégie pour aider "Solidarité Montréal-Nord" à organiser sa première conférence de presse[120].

Réaction policière
- Le président de la Fraternité des policiers et policières de Montréal (FPPM), Yves Francoeur, croit qu'il faut augmenter le nombre d'agents dans les quartiers « sensibles » de la métropole québécoise[121]. Le syndicat policier a également adopté une motion de blâme contre la direction du SPVM parce qu'elle s'est rendue au salon funéraire où était exposé Fredy Villanueva. « Ce faisant, la haute direction, en plus de ne pas soutenir ses membres sur la place publique, a donné l'impression d'avoir plus de compassion pour la famille que de considération pour les policiers », dénonce cette motion de blâme, adoptée en assemblée spéciale, le 19 août[122].
- Un policier sous le couvert de l'anonymat:« on ne laisse plus rien passer. »[123].

Réaction juridique
- Jean-Claude Hébert : « Il faut savoir que le suspect n'est pas obligé de parler. Ainsi, s'il décide de le faire, il faut que l'enquêteur ait tous les éléments devant lui avant de l'interroger, pour poser les bonnes questions ou le contredire afin de l'ébranler. »[124]
- André Marin : une enquête criminelle complète et indépendante dans un cas tragique impliquant un policier est une excellente chose non seulement pour le public mais aussi pour le policier lui-même[125].

Réaction artistique
- Le groupe Simple Plan a fait un don à un organisme communautaire du quartier[126].
- L'Orchestre symphonique de Montréal a décidé de donner un concert gratuit dans le quartier, le 6 septembre[127].

### Sondage
D'après un sondage Léger Marketing :
- 58 % des Montréalais sont davantage du côté des policiers que du côté des protestataires. (Ne sait pas / Refus 22 %)
- 66 %  des Montréalais croient que les policiers devraient dialoguer davantage avec les jeunes.
- 60 % des Montréalais croient que les lois et règlements devraient être plus sévères envers les jeunes délinquants
- 42 % des Montréalais croient que l'enquête de la SQ sur la mort de Fredy Villanueva sera objective et transparente (contre 41 % qui pensent le contraire)[128].

## Désinformation
Le 7 avril 2011, l’Ombudsman de Radio-Canada, Julie Miville-Dechêne, statue que les responsables de l'information web de Radio-Canada avaient diffusé de l'information erronée sur internet sur l'intervention policière qui a coûté la vie à Villanueva :« Radio-Canada.ca a fait quatre erreurs dans le "rappel des faits" contenu dans trois articles publiés après le 8 décembre 2009. Le plaignant a raison d'écrire que le titre Rappel des faits chapeautant ce paragraphe est erroné, car ce résumé de l'affaire contient des faits ainsi que la version des policiers. La version policière ne constitue pas un fait. »
« Dans les articles, il est écrit que les agents voulaient "arrêter un individu recherché qu’ils venaient de repérer." Cette phrase contient une erreur. Dany Villanueva n'était pas "recherché" par la police ».
« Le plaignant a raison de dire qu'on ne peut pas avancer qu'il y avait là une vingtaine de jeunes. Ils étaient cinq ou six ».
« Quant à l'utilisation du terme "encerclé" dans les articles, le policier Lapointe écrit dans son rapport : "le groupe d'hommes qui s'est déplacé et forme maintenant une ligne derrière nous. Je me sens entouré et confiné contre mon véhicule." Cette description ressemble à un encerclement, mais, encore là, c'est la version policière et non un fait ».
« On peut lire dans le rappel des faits : " (…) un policier a fait feu sur trois individus qui s’étaient rués sur son collègue." Cette portion de phrase est inexacte. D'après les témoignages des deux policiers, Dany Villanueva aurait frappé l'agente Stéphanie Pilotte, mais les autres jeunes se seraient dirigés vers le policier Lapointe et non vers sa collègue ».
Le 11 avril 2011, les responsables de l'information web de Radio-Canada ont donné suite aux recommandations de l’Ombudsman en corrigeant un article mis en ligne le 5 août 2010, un article mis en ligne le 8 août 2010, et un article mis en ligne le 13 septembre 2010.
Plusieurs autres articles contenant les mêmes informations erronées sont toutefois toujours en ligne sur le site web de Radio-Canada sans avoir été modifiés : l'article mis en ligne le 22 mai 2009, l’'article mis en ligne le 7 avril 2009, l’article mis en ligne le 13 février 2009, l'article mis en ligne le 7 février 2009, l'article mis en ligne le 4 février 2009, l'article mis en ligne le 8 janvier 2009, et l'article mis en ligne le 2 décembre 2008.